# Cyllopsis
Genre
Cyllopsis est un genre de papillons de la famille des Nymphalidae et de la sous-famille des Satyrinae qui résident tous en Amérique.

## Liste d'espèces
- Cyllopsis argentella (Butler et Druce, 1872) présent au Costa Rica et au Panama
- Cyllopsis caballeroi Beutelspacher, 1982 présent au Mexique
- Cyllopsis clinas (Godman et Salvin, 1889) présent au Mexique
- Cyllopsis diazi Miller, 1974 présent au Mexique
- Cyllopsis dospassosi Miller, [1969] présent au Mexique
- Cyllopsis emilia Chacon et Nishida, 2002  présent au Costa Rica
- Cyllopsis gemma (Hübner, 1808) dans le Sud-Est des États-Unis et au Mexique
  - Cyllopsis gemma freemani (Stallings & Turner, 1947) au Texas
- Cyllopsis guatemalena Miller, 1974 au Guatemala
- Cyllopsis hedemanni R. Felder, 1869
  - Cyllopsis hedemanni hedemanni au Mexique, au Guatemala et au Panama
  - Cyllopsis hedemanni tamaulipensis Miller, 1974 au Mexique
  - Cyllopsis hedemanni vetones (Godman & Salvin, 1878) au Costa Rica
- Cyllopsis hilaria (Godman, [1901]) au Mexique
- [Cyllopsis jacquelinae Miller, 1974 au Mexique
- Cyllopsis nayarit (Chermock, 1947) au Mexique
- Cyllopsis nelsoni (Godman & Salvin, [1881]) au Guatemala et au Panama
- Cyllopsis pallens Miller, 1974  au Guatemala
- Cyllopsis parvimaculata Miller, 1974 au Mexique
- Cyllopsis pephredo (Godman, [1901]) au Mexique et au Panama
- Cyllopsis perplexa Miller, 1974
- Cyllopsis pertepida (Dyar, 1912) sur la côte ouest des États-Unis et au Mexique
  - Cyllopsis pertepida pertepida au Mexique
  - Cyllopsis pertepida dorothea (Nabokov, 1943)
  - Cyllopsis pertepida maniola (Nabokov, 1942) en Arizona
  - Cyllopsis pertepida avicula (Nabokov, 1942) au Texas
  - Cyllopsis pertepida intermedia Miller, 1974 au Mexique
- Cyllopsis philodice (Godman & Salvin, 1878) au Costa Rica et au Panama
- Cyllopsis pseudopephredo (Chermock, 1947) au Mexique
- Cyllopsis pyracmon (Butler, 1867) au Mexique et au Guatemala
  - Cyllopsis pyracmon pyracmon  au Mexique
  - Cyllopsis pyracmon henshawi (W. H. Edwards, 1876)dans le Sud de l'Arizona et du Nouveau-Mexique.
- Cyllopsis rogersi (Godman & Salvin, 1878) au Costa Rica
- Cyllopsis schausi Miller, 1974 au Guatemala
- Cyllopsis steinhauserorum Miller, 1974
- Cyllopsis suivalenoides Miller, 1974 au Salvador et au Mexique (à confirmer)
- Cyllopsis suivalens Dyar, 1914 au Mexique
  - Cyllopsis suivalens suivalens
  - Cyllopsis suivalens escalantei Miller, 1974
- Cyllopsis whiteorum Miller et Maza, 1984 au Mexique
- Cyllopsis windi Miller, 1974 au Mexique
- Cyllopsis wellingi Miller, 1978 au Honduras